# Analizator światła spolaryzowanego
Analizator światła spolaryzowanego jest to polaryzator o określonej, znanej płaszczyźnie polaryzacji. Umożliwia on wykrywanie polaryzacji światła i wyznaczanie płaszczyzny polaryzacji światła spolaryzowanego. W przyrządach wykorzystujących skręcenie płaszczyzny polaryzacji światła znajdują się dwa polaryzatory. Pierwszy polaryzuje światło, które przechodzi następnie przez substancję aktywną optycznie. Drugi polaryzator, czyli analizator pozwala wyznaczyć płaszczyznę polaryzacji światła po przejściu przez substancję aktywną optycznie. Porównanie obu płaszczyzn polaryzacji pozwala wyznaczyć kąt skręcenia płaszczyzny polaryzacji. Technika ta wykorzystywana jest m.in. w sacharymetrze i mikroskopie polaryzacyjnym.